# Simon Tatham

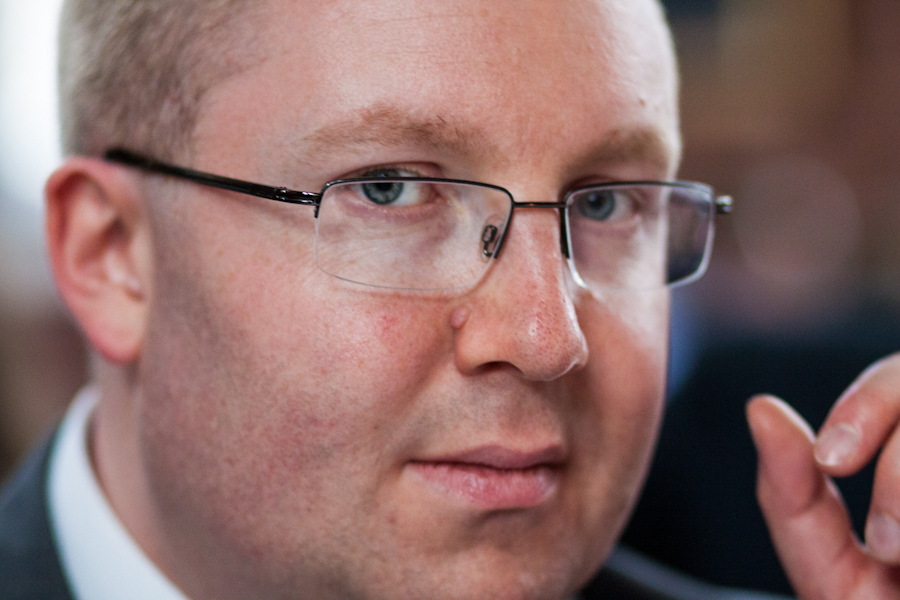
Simon Tatham (2012)

Simon Tatham (* 3. Mai 1977) ist ein englischer Programmierer.
Bekannt ist er vor allem für die Erstellung und Pflege von PuTTY, eines freien Telnet-, Rlogin-, SSH-Clients  sowie xterm-Terminalemulators für Win32- und Unix-Plattformen. Tatham hat ferner die erste Implementierung von Netwide Assembler (NASM) erstellt.
Sein Aufsatz How to Report Bugs Effectively („Wie man Softwarefehler erfolgreich meldet“) wird oft zur Schulung von Benutzern verwendet, bevor diese anfangen, Softwarefehler zu melden.
Tatham unterhält auch eine beliebte Sammlung kleiner Puzzle-Spiele, verfügbar plattformübergreifend in Webbrowsern in Form von Javascript bzw. WebAssembly und für verschiedene Plattformen wie Unix (GTK+), Windows, Android, Nintendo DS und Symbian S60.
Er studierte an der University of Cambridge und arbeitet derzeit bei ARM Limited.